# Manliherica M1885
Manliherica M.85 (tudi Mannlicher M1885) je bila prva puška repetirka, ki je bila v uporabi v avstro-ogrski vojski. Bila je tudi prvi komercialni uspeh avstrijskega puškarja Ferdinanda Mannlicherja. 

## Testi in uvedba
Puške enostrelke so postale zelo zaostale po uvedbi prve evropske repetirke Vetterli M1869 švicarskega izvora, ki je imela 12-strelni nabojnik. Tako je lahko vojak napolnil 12 nabojev in jih le z repetiranjem, brez dodatnega polnenja hitro zaporedoma izstrelil. S tem se je strelna moč vsakega vojaka izjemno povečala. V 80. letih 19. stoletja je tudi v Avstro-Ogrski začelo postajati jasno, da je enostrelna puška Werndl postala zastarela. Avstro-ogrska vojska se je tega zavedala in je kmalu pričela prve poskuse z novejšim strelnim orožjem. 
Na teh poskusih se je posebej izkazala repetirka M1885 s premovlečnim zaklepom, izum Ferdinanda Mannlicherja. Uporabljala je standardne naboje 11x58 R Werndl M.77, njena posebnost pa je bila uporaba 5-strelnega kovinskega okvirčka (paketka), ki se je v nabojnik vstavil skupaj z naboji. Ob izstrelitvi zadnjega naboja in odprtju zaklepa je okvirček iz nabojnika izskočil sam (kot pri kasnejši ameriški M1 Garand). V primerjavi s polnjenjem vsakega naboja posebej je paketno polnjenje zahtevalo znatno manj časa. Vojska je naročila izdelavo 5500 teh pušk za temeljito vojaško preizkušnjo. Do oktobra 1885 so v Steyrju izdelali 5000 pušk in jih razdelili izbranim enotam avstro-ogrske vojske. Obsežna strelska in terenska vadba sta potrdili, da je ta puška ustrezna za uporabo, to je odprlo možnost uvedbe orožja v redno oborožitev.